# Station Masłońskie Natalin
Station Masłońskie Natalin is een spoorwegstation in de Poolse plaats Masłońskie.